# Abierto de Chile 2025
El Chile Open 2025, oficialmente Movistar Chile Open, fue un evento de tenis de la ATP Tour 250. Este se disputó en Santiago (Chile), en la cancha central del Complejo Mario Caracci Onetto, San Carlos de Apoquindo, desde el 24 de febrero hasta el 2 de marzo de 2025.

## Distribución de puntos
| Modalidad            | Campeón | Finalista | Semifinales | Cuartos de final | 2ª ronda | 1ª ronda | Clasificados | 2ª ronda de clasificación | 1ª ronda de clasificación |
| Individual masculino | 250     | 165       | 100         | 50               | 25       | 0        | 13           | 7                         | 0                         |
| Dobles masculino     | 250     | 150       | 90          | 45               | 20       | 0        | -            | -                         | -                         |

## Cabezas de serie

### Individuales masculino
| Tenista                 | Ranking | Preclasificado |
| Francisco Cerúndolo     | 26      | 1              |
| Alejandro Tabilo        | 28      | 2              |
| Sebastián Báez          | 31      | 3              |
| Pedro Martínez          | 37      | 4              |
| Tomás Martín Etcheverry | 43      | 5              |
| Mariano Navone          | 46      | 6              |
| Nicolás Jarry           | 47      | 7              |
| Luciano Darderi         | 61      | 8              |

- Ranking del 17 de febrero de 2025.[3]

### Dobles masculino
| Tenistas                           | Ranking | Preclasificado |
| Máximo González Andrés Molteni     | 60      | 1              |
| Rafael Matos Marcelo Melo          | 71      | 2              |
| Guido Andreozzi Theo Arribage      | 110     | 3              |
| Francisco Cabral Jean-Julien Rojer | 120     | 4              |

## Campeones

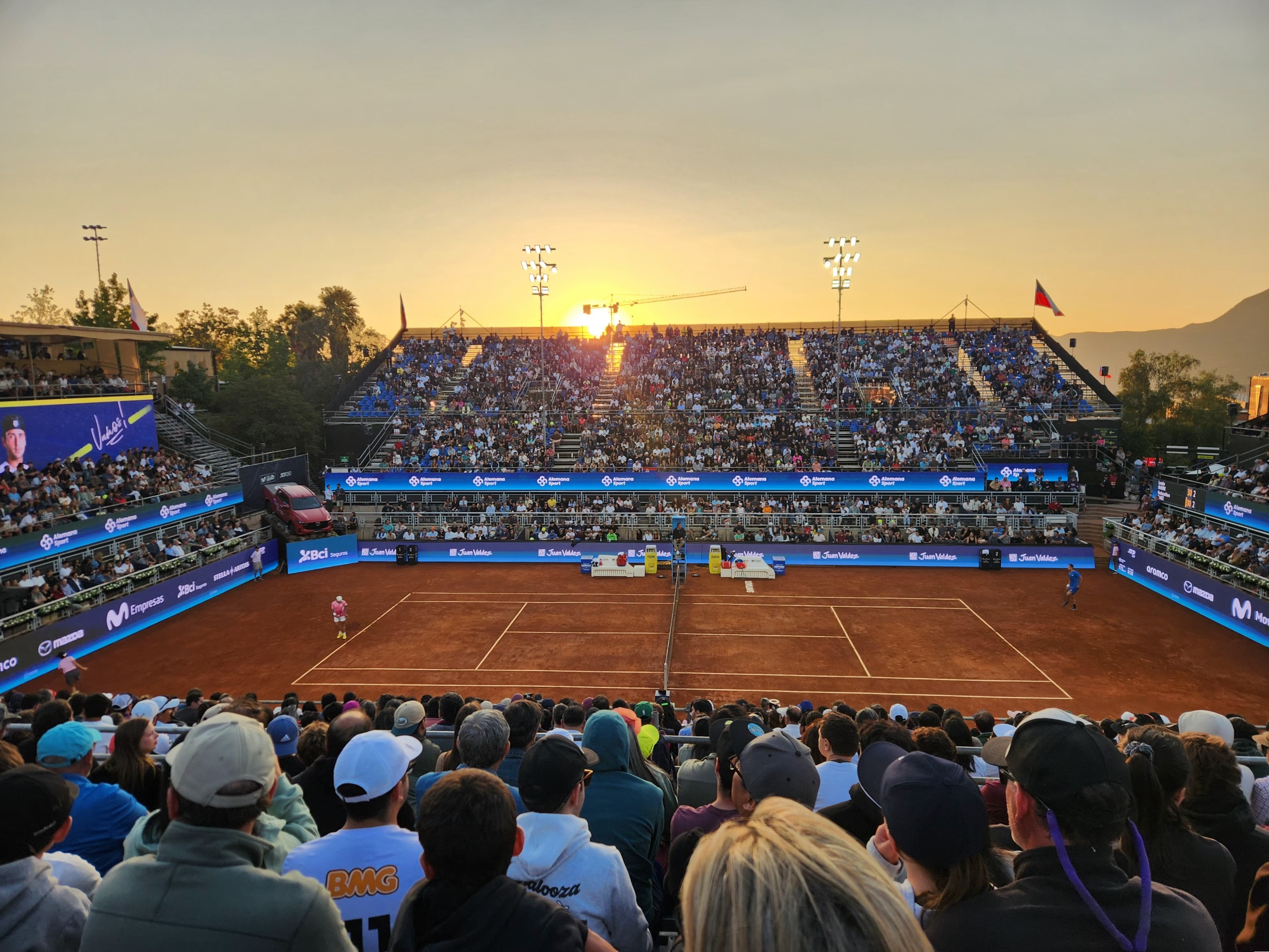
Final del Chile Open 2025 entre Laslo Djere y Sebastián Báez

### Individual masculino
Laslo Djere venció a  Sebastián Báez por 6-4, 3-6, 7-5.

### Dobles masculino
Nicolás Barrientos /  Rithvik Bollipalli vencieron a  Máximo González /  Andrés Molteni por 6-3, 6-2